# Jonas Jonasson
Per Ola Jonasson, más conocido como Jonas Jonasson, (Växjö, 6 de julio de 1961) es un periodista y escritor sueco.

## Biografía
Hijo de un conductor de ambulancia y una enfermera, Jonas Jonasson nació en Växjö, una ciudad al sur de Suecia. Tras estudiar sueco y español en la Universidad de Gotemburgo, Jonasson trabajó como periodista para el diario de Växjö Smålandsposten, así como por el tabloide sueco Expressen, donde estuvo hasta el 1994. En 1996 fundó una compañía de medios de comunicación, la OTW. Con cerca de 100 empleados, gracias a su esfuerzo logró que se convirtiese en una empresa de éxito, trabajando siete días a la semana. A los 46 años de edad, en 2008, decidió vender su empresa y empezar su carrera profesional como escritor. 
Su primer libro fue superventas y se vendieron más de un millón de ejemplares.

## Obras
- 2009, El abuelo que saltó por la ventana y se largó.
- 2013, La analfabeta que era un genio de los números.
- 2016, El matón que soñaba con un lugar en el paraíso. Traducción Carlos del Valle Hernández.
- 2018, El abuelo que volvió para salvar el mundo.
- 2021, Una dulce venganza.
- 2023, La pitonisa y el idiota.

## Premios
- 2010, Premio Sueco Superventas.
- 2011, Premio Alemán Pionero.